# Passione (студія)
Passione Co., Ltd. (яп. 株式会社パッショーネ, Kabushiki-gaisha Passhōne) — японська анімаційна студія, заснована у 2011 році.

## Історія
Passione була заснована 26 січня 2011 року Казухіро Сайто, колишнім менеджером з виробництва Studio Fantasia.
24 липня 2022 року видавництво MF Bunko J оголосило, що Passione створить аніме-адаптацію серії ранобе The Demon Sword Master of Excalibur Academy. У березні 2023 року було розкрито, що Хіроюкі Моріта стане режисером серіалу, а Юдзі Номі – композитором.  Серіал є першою співпрацею та телевізійною роботою Моріти та Номі за понад десять років   які раніше працювали разом над «Котяча вдячність» (2002) під керівництвом Studio Ghibli та «Bokurano» (2007) під керівництвом Gonzo.  

## Праця

### Телесеріали
| #    | Назва                                        | Режисер(и)                    | Час       | Мережа                             | Спільне виробництво           |
| 2010 | 2010                                         | 2010                          | 2010      | 2010                               | 2010                          |
| ---- | -------------------------------------------- | ----------------------------- | --------- | ---------------------------------- | ----------------------------- |
| 1    | Haitai Nanafa                                | Хіроші Кімура                 | 2012–2013 | QAB                                |                               |
| 2    | Rail Wars!                                   | Йошіфумі Суеда                | 2014      | TBS                                |                               |
| 3    | Rokka: Braves of the Six Flowers             | Такео Такахаші                | 2015      | MBS                                |                               |
| 4    | Hinako Note                                  | Такео Такахаші Тору Кітахата  | 2017      | AT-X                               |                               |
| 5    | Citrus                                       | Такео Такахаші                | 2018      | AT-X                               |                               |
| 6    | High School DxD Hero                         | Йошіфумі Суеда                | 2018      | AT-X                               |                               |
| 7    | Wasteful Days of High School Girls           | Такео Такахаші Сампей Хідзірі | 2019      | AT-X                               |                               |
| 8    | Z/X Code reunion                             | Йошіфумі Суеда                | 2019      | Tokyo MX                           |                               |
| 2020 |                                              |                               |           |                                    |                               |
| 9    | Interspecies Reviewers                       | Юкі Оґава                     | 2020      | AT-X                               |                               |
| 10   | Higurashi no Naku Koro ni – Gou              | Каваґучі Кеїчіро              | 2020–2021 | Tokyo MX BS11                      |                               |
| 11   | Higurashi no Naku Koro ni– Sotsu             | Каваґучі Кеїчіро              | 2021      | Tokyo MX BS11                      |                               |
| 12   | Mieruko-chan                                 | Юкі Оґава                     | 2021      | AT-X Tokyo MX KBS Kyoto SUN BS NTV |                               |
| 13   | Harem in the Labyrinth of Another World      | Наоюкі Тацува                 | 2022      | AT-X Tokyo MX                      |                               |
| 14   | Love Flops                                   | Нобуйоші Нагаяма              | 2022      | AT-X Tokyo MX KBS Kyoto SUN BS11   |                               |
| 15   | Yuri Is My Job!                              | Сампей Хідзірі                | 2023      | AT-X Tokyo MX                      | Studio Lings                  |
| 16   | The Demon Sword Master of Excalibur Academy  | Хіроюкі Моріта                | 2023      | TV Tokyo BS Fuji                   |                               |
| 17   | Ishura                                       | Такео Такахаші Юкі Оґава      | 2024      | Tokyo MX BSNTV                     | Sanzigen                      |
| 18   | Spice and Wolf: Merchant Meets the Wise Wolf | Такео Такахаші Сампей Хідзірі | 2024      | TV Tokyo                           |                               |
| 19   | Loner Life in Another World                  | Акіо Казумі                   | 2024      | AT-X Tokyo MX                      | Hayabusa Film Frontier Engine |
| 20   | From Old Country Bumpkin to Master Swordsman | Акіо Казумі                   | 2025      | TV Asahi                           | Hayabusa Film                 |
| TBA  | Mato Seihei no Slave(2 сезон)                |                               | 2025      |                                    |                               |
| TBA  | Nukitashi the Animation                      |                               |           |                                    |                               |

#### Суміжні виробництва
| Назва               | Директор(и)    | рік(и)   | Мережа   | Примітки        |
| ------------------- | -------------- | -------- | -------- | --------------- |
| Rinshi!! Ekoda-chan | Такео Такахаші | 2019 рік | Токіо MX | Тільки 9 епізод |

### Оригінальна відеоанімація(OVA)
| рік      | Назва                          | Директор(и)                  | Еп. | Примітка(и)                                         | Прим.         |
| -------- | ------------------------------ | ---------------------------- | --- | --------------------------------------------------- | ------------- |
| 2018 рік | God Eater Rezo Nantoka Gekijou | Парако Сасахара              | 8   | Спільне виробництво з Creators in Pack              |               |
| 2019 рік | The Island of Giant Insects    | Такео Такахаші Наоюкі Тацува | 1   | Згодом розширився до повнометражного фільму         | [ 26 ]        |
| 2021 рік | Bean Bandit                    | Кенічі Сонода                | 1   | За мотивами фільму Соноди OVA Riding Bean 1989 року | [ 27 ] [ 28 ] |

### Фільми
| Фільм                       | Дата показу    | Режисер(к)и                  | Сценарист(к)и     | За мотивами           | Композитор(к)и               | Нотатки                            |
| --------------------------- | -------------- | ---------------------------- | ----------------- | --------------------- | ---------------------------- | ---------------------------------- |
| The Island of Giant Insects | 10 січня 2020  | Такео Такахаші Наоюкі Тацува | Шіґеру Моріта     | Манґа Ясутаки Фудзіми | Акінарі Сузукі Джон Нільссон |                                    |
| Ōmuro-ke: Dear Sisters      | 2 лютого 2024  | Наоюкі Тацува                | Масахіро Йокотані | Манґи від Наморі      | Юсуке Ширато                 | Спільне виробництво з Studio Lings |
| Ōmuro-ke: Dear Friends      | 21 червня 2024 | Наоюкі Тацува                | Масахіро Йокотані | Манґи від Наморі      | Юсуке Ширато                 | Спільне виробництво з Studio Lings |